# 1891年全米選手権 (テニス)
1891年 全米選手権（1891ねんぜんべいせんしゅけん）に関する記事。

## 大会の流れ
- 本年度の実施競技は、男子シングルス・男子ダブルス・女子シングルス・女子ダブルスの4部門であった。混合ダブルスは、1892年から公式競技になった。
- 1881年から1967年まで、全米選手権は各部門が個別の名称を持ち、大会会場も別々のテニスクラブで開かれた。これが他の3つのテニス4大大会と大きく異なる点である。
  - 男子シングルス　名称：全米シングルス選手権（U.S. National Singles Championship）／会場：ロードアイランド州、ニューポート・カジノ　（最初の会場、1914年まで）
  - 男子ダブルス　名称：全米ダブルス選手権（U.S. National Doubles Championship）／会場：ロードアイランド州、ニューポート・カジノ　（最初の会場に戻る。1890年-1892年の3年間）
  - 女子シングルス　名称：全米女子シングルス選手権（U.S. Women's National Singles Championship）／会場：ペンシルベニア州、フィラデルフィア・クリケット・クラブ
  - 女子ダブルス　名称：全米女子ダブルス選手権（U.S. Women's National Doubles Championship）／会場：フィラデルフィア・クリケット・クラブ　（女子シングルスと同じ）
- 男女シングルスでは、「チャレンジ・ラウンド」（Challenge Round, 挑戦者決定戦）と「オールカマーズ・ファイナル」（All-Comers Final）で優勝を決定した。男子シングルスでは第4回大会の1884年から実施されてきたが、女子シングルスは第2回競技の1888年から行われた。
  - 大会前年度優勝者を除く選手は「チャレンジ・ラウンド」に出場し、前年度優勝者への挑戦権を争う。前年度優勝者は、無条件で「オールカマーズ・ファイナル」に出場できる。チャレンジ・ラウンドの勝者と前年度優勝者による「オールカマーズ・ファイナル」で、当年度の選手権優勝者を決定した。
- 競技ルールは、基本的にはウィンブルドン選手権に準拠して実施された。本年度から、女子シングルスにはこれまでにない特色がいくつか加わった。
  - 出場選手が9名になったため、1回戦出場選手8名の超過分（本年は1名）を絞り落とす「予選ラウンド」（Preliminary Round）が始まった。
  - チャレンジ・ラウンド準決勝までは、ゲームカウント 5-5 になった時は次のゲームでセットの勝敗を決定した。この方法による「6-5」のセットカウントは、1891年を最後に全米選手権から撤廃される。チャレンジ・ラウンド決勝以後は、一方が2ゲーム勝ち越すまでセットを続ける「アドバンテージ・セット」方式で決着した。
  - 女子シングルスの「オールカマーズ・ファイナル」が、この年から最大5セット・マッチに拡大された。テニス4大大会の女子シングルスで最大5セット・マッチが行われたのは、1890年代-1901年の全米選手権だけである。
- 初期の全米選手権のように、外国人出場者が少なかった時期は、地元アメリカ人選手の国籍表示を省略する。

## 大会前年度優勝者
- 男子シングルス：オリバー・キャンベル
- 男子ダブルス：クラレンス・ホバート＆バレンティン・ホール
- 女子シングルス：エレン・ルーズベルト
- 女子ダブルス：エレン・ルーズベルト＆グレース・ルーズベルト

## 男子シングルス

### チャレンジラウンド
準々決勝
- クラレンス・ホバート vs. エドワード・ホール　3-6, 6-4, 11-9, 6-4
- バレンティン・ホール vs. チャールズ・リー　6-4, 6-4, 0-6, 6-0
- フレッド・ホビー vs. アリソン・ポスト　4-6, 6-4, 6-3, 6-0
- マーマドゥーク・スミス vs. ジョセフ・クラーク　6-1, 6-0, 6-4

準決勝
- クラレンス・ホバート vs. バレンティン・ホール　6-2, 6-4, 6-2
- フレッド・ホビー vs. マーマドゥーク・スミス　6-4, 6-2, 3-6, 1-6, 6-4

決勝
- クラレンス・ホバート vs. フレッド・ホビー　6-4, 3-6, 6-4, 6-8, 6-0

### オールカマーズ決勝
- オリバー・キャンベル vs. クラレンス・ホバート　2-6, 7-5, 7-9, 6-1, 6-2　（キャンベルが本大会の優勝者になる）

## 女子シングルス

### チャレンジラウンド
予選
- ヘレン・デイ・ハリス vs. F・K・グレゴリー　5-6, 6-5, 6-1

1回戦
- マーベル・カーヒル vs. アナベラ・ウィスター　6-5, 6-4
- リダ・ブーヒーズ vs. エミー・ウィリアムズ　4-6, 6-3, 6-3
- アデレード・クラークソン vs. エンマ・モーガン　6-2, 6-5
- グレース・ルーズベルト vs. ヘレン・デイ・ハリス　3-6, 6-3, 6-4

準決勝
- マーベル・カーヒル vs. リダ・ブーヒーズ　6-1, 6-0
- グレース・ルーズベルト vs. アデレード・クラークソン　6-1, 6-1

決勝
- マーベル・カーヒル vs. グレース・ルーズベルト　6-3, 7-5　［アドバンテージ・セット方式］

### オールカマーズ決勝
- マーベル・カーヒル vs. エレン・ルーズベルト　6-4, 6-1, 4-6, 6-3　（カーヒルが本大会の優勝者になる。全米選手権のみならず、テニス4大大会史上初の外国人優勝者になった）

## 決勝戦の結果
- 男子シングルス：オリバー・キャンベル vs. クラレンス・ホバート　2-6, 7-5, 7-9, 6-1, 6-2　［オールカマーズ決勝］
- 男子ダブルス：オリバー・キャンベル＆ボブ・ハンティントン vs. クラレンス・ホバート＆バレンティン・ホール　6-3, 6-4, 8-6
- 女子シングルス： マーベル・カーヒル vs. エレン・ルーズベルト　6-4, 6-1, 4-6, 6-3　［オールカマーズ決勝］
- 女子ダブルス： マーベル・カーヒル＆エンマ・モーガン vs. エレン・ルーズベルト＆グレース・ルーズベルト　2-6, 8-6, 6-4